# Bénaménil
Bénaménil est une commune française située dans le département de Meurthe-et-Moselle, en région Grand Est.

## Géographie
D'une superficie de 938 ha, Bénaménil est bordée au sud-ouest par la forêt de Mondon où la commune est propriétaire de 250 ha et au nord-est par la rivière, la Vezouze, qui la sépare des territoires de Manonviller et Domjevin. La plaine de la Vezouze est un espace naturel protégé Natura 2000 pour sa faune et sa flore.
Le sol est formé de terres d'alluvion tourbeux au nord et de terrains argilo-siliceux au sud. Le village, central le long de la route nationale RN 4, est distant de 14 km de Lunéville.
|               | Manonviller | Domjevin  |
| Thiébauménil  | Bénaménil   | Fréménil  |
| Saint-Clément |             | Buriville |

### Hydrographie
La commune est dans le bassin versant du Rhin, au sein du bassin Rhin-Meuse. Elle est drainée par la Vezouze, le ruisseau de la Baraque et le ruisseau du Vieux Pre,.
La Vezouze, d'une longueur de 75 km, prend sa source dans la commune de Saint-Sauveur et se jette  dans la Meurthe à Rehainviller, après avoir traversé 24 communes. 

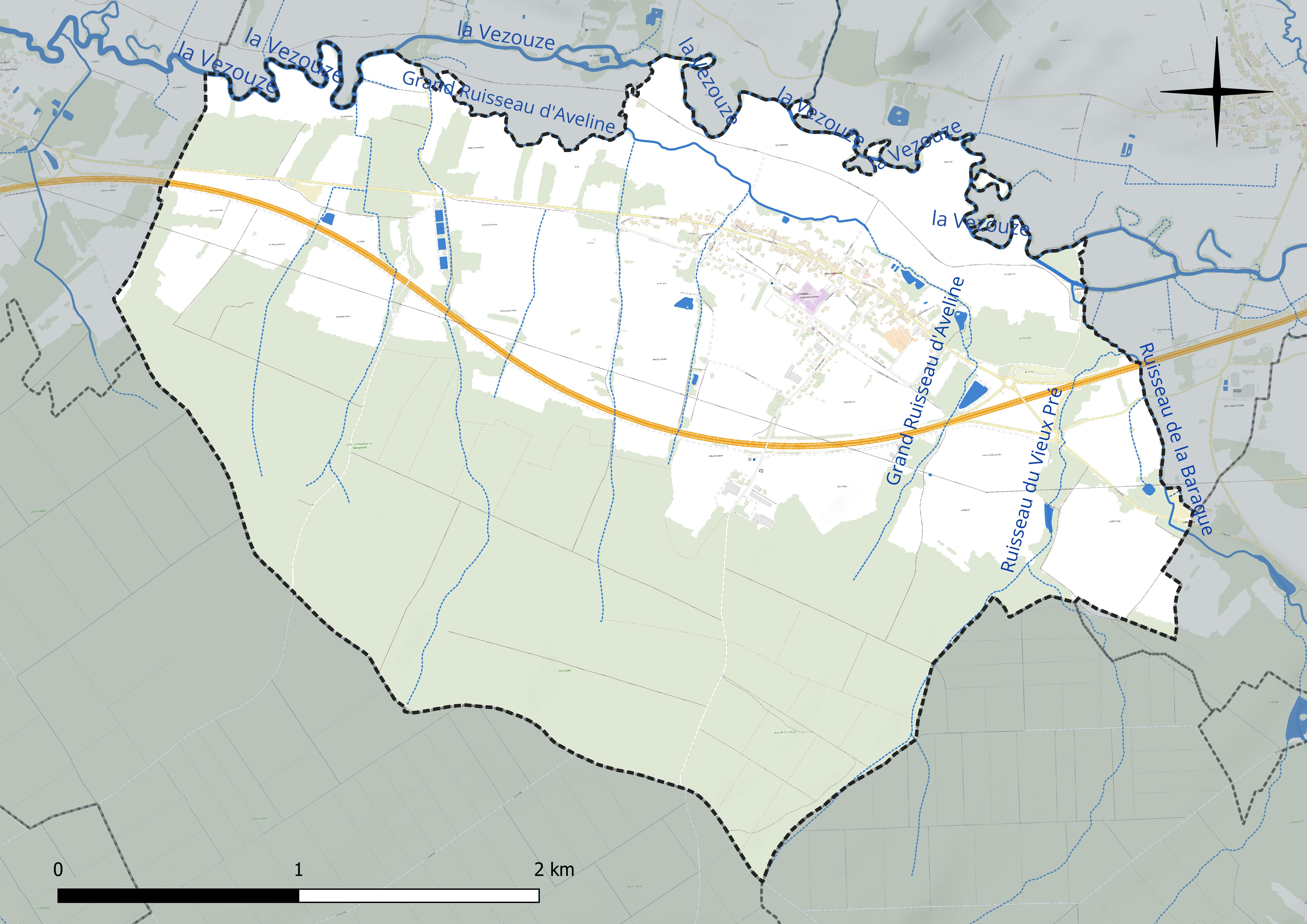
Réseau hydrographique de Bénaménil.

### Climat
Pour des articles plus généraux, voir Climat du Grand Est et Climat de Meurthe-et-Moselle.
En 2010, le climat de la commune est de type climat des marges montargnardes, selon une étude du Centre national de la recherche scientifique s'appuyant sur une série de données couvrant la période 1971-2000. En 2020, Météo-France publie une typologie des climats de la France métropolitaine dans laquelle la commune est exposée à un climat semi-continental et est dans une zone de transition entre les régions climatiques « Lorraine, plateau de Langres, Morvan » et « Vosges ». 
Pour la période 1971-2000, la température annuelle moyenne est de 9,8 °C, avec une amplitude thermique annuelle de 17 °C. Le cumul annuel moyen de précipitations est de 855 mm, avec 12 jours de précipitations en janvier et 9,5 jours en juillet. Pour la période 1991-2020, la température moyenne annuelle observée sur la station météorologique de Météo-France la plus proche, « St Maurice », sur la commune de Saint-Maurice-aux-Forges à 14 km à vol d'oiseau, est de 10,5 °C et le cumul annuel moyen de précipitations est de 837,4 mm. 
La température maximale relevée sur cette station est de 39,2 °C, atteinte le 25 juillet 2019 ; la température minimale est de −19,9 °C, atteinte le 1er mars 2005,,. 
Les paramètres climatiques de la commune ont été estimés pour le milieu du siècle (2041-2070) selon différents scénarios d'émission de gaz à effet de serre à partir des nouvelles projections climatiques de référence DRIAS-2020. Ils sont consultables sur un site dédié publié par Météo-France en novembre 2022.

## Urbanisme

### Typologie
Au 1er janvier 2024, Bénaménil est catégorisée commune rurale à habitat dispersé, selon la nouvelle grille communale de densité à sept niveaux définie par l'Insee en 2022.
Elle est située hors unité urbaine et hors attraction des villes,.

### Occupation des sols
L'occupation des sols de la commune, telle qu'elle ressort de la base de données européenne d’occupation biophysique des sols Corine Land Cover (CLC), est marquée par l'importance des forêts et milieux semi-naturels (48,9 % en 2018), en diminution par rapport à 1990 (53,1 %). La répartition détaillée en 2018 est la suivante : forêts (48,9 %), terres arables (21,2 %), prairies (19,5 %), zones industrielles ou commerciales et réseaux de communication (5,9 %), zones urbanisées (4,4 %), zones agricoles hétérogènes (0,2 %). L'évolution de l’occupation des sols de la commune et de ses infrastructures peut être observée sur les différentes représentations cartographiques du territoire : la carte de Cassini (XVIIIe siècle), la carte d'état-major (1820-1866) et les cartes ou photos aériennes de l'IGN pour la période actuelle (1950 à aujourd'hui).

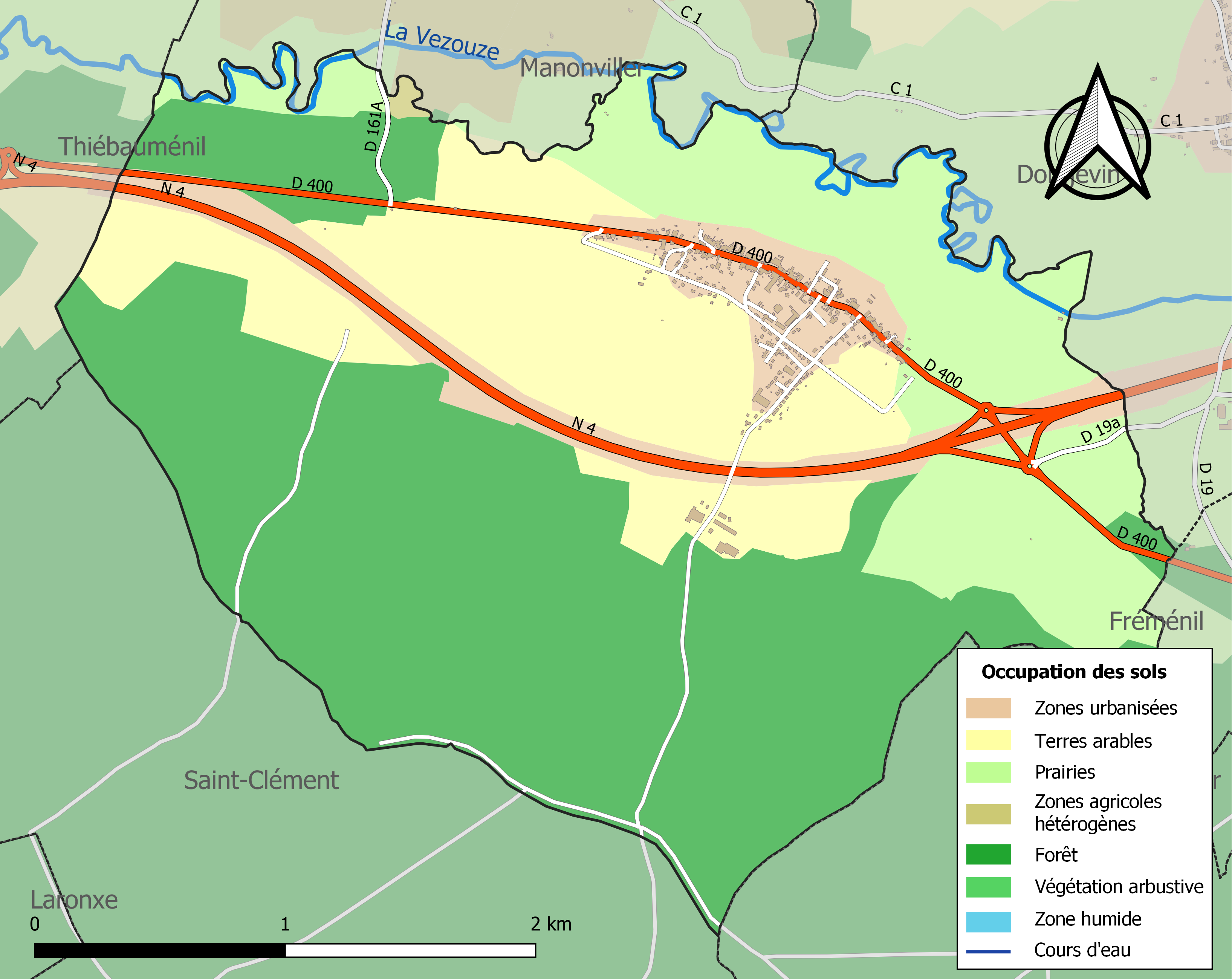
Carte des infrastructures et de l'occupation des sols de la commune en 2018 (CLC).

## Toponymie
Le nom de la localité est attesté sous les formes Bernardi vicus (1034) ; Bernartmanil (1277) ; Bernarmesniz (1313) ; Bernarmesnil (1494) ; Bénamesnil (1779).

## Histoire
- Présence romaine probable.
- En 1034, Bénaménil dépend de l'abbaye Saint-Rémy de Lunéville. En 1313, Ferry duc de Lorraine partage son territoire et ses habitants en partie pour l'abbé de l'abbaye Saint-Remy et pour l'autre partie à l'écuyer Auber de Paroye[17].
- Le village a beaucoup souffert des guerres du XVIIe siècle, incendié en 1645 et 1646, il ne reste que 2 habitants[18].
- Le marquis de Sablé se déplace à la tête de ses troupes en Lorraine, où il affronte le duc Charles IV de Lorraine le 15 octobre 1674. Il est battu à Bénaménil par les Lorrains qui attaquent en fin de nuit. Les sentinelles ne donnent pas l'alerte et les Angevins, surpris, se réfugient dans l'église du village. Les Lorrains commencent à détruire l'édifice pour ensevelir leurs adversaires sous les décombres mais ceux-ci préfèrent se rendre.
- En 1712, seuls 7 ou 8 laboureurs et une vingtaine de manœuvres pauvres réfugiés y résident[19].
- La gare de Bénaménil de la ligne de Lunéville à Blâmont et à Badonviller est inaugurée par le ministre Albert Lebrun le 13 août 1911. Elle est située près du centre de la localité sur un chemin devenu rue du Tacot, le trafic fonctionne jusqu'en 1942 et la station est devenue une habitation[20].
- En 1917 la guerre y sévit et des morts sont à déplorer dans son bois communal.
- Le 6 décembre 1924, la commune est citée à l'ordre de l'armée pour le comportement de ses habitants pendant la grande guerre.

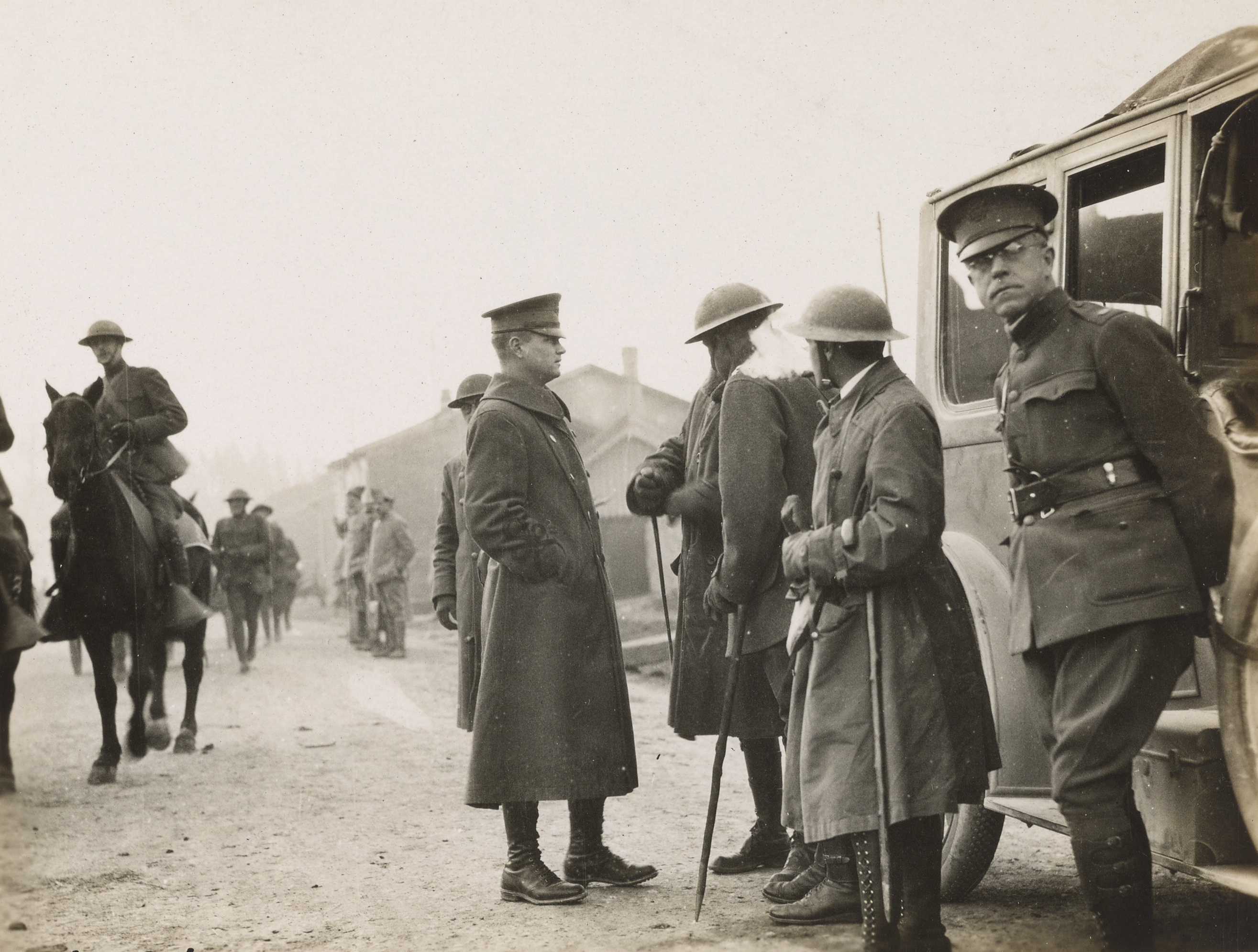
Le secrétaire d’État Newton D. Baker en visite en mars 1918.
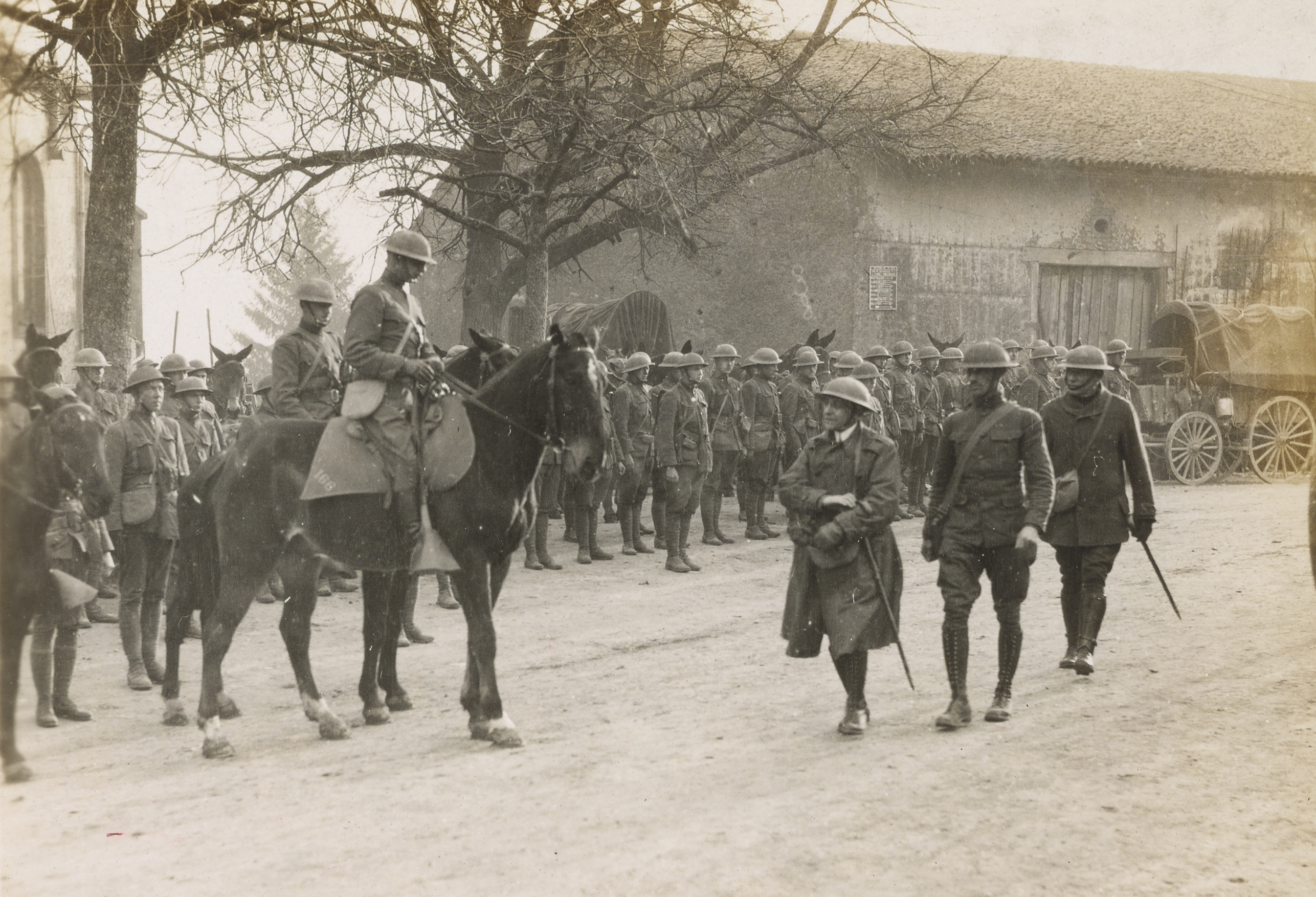
Inspection du 166th Infantry Rgt (en) en 1918.
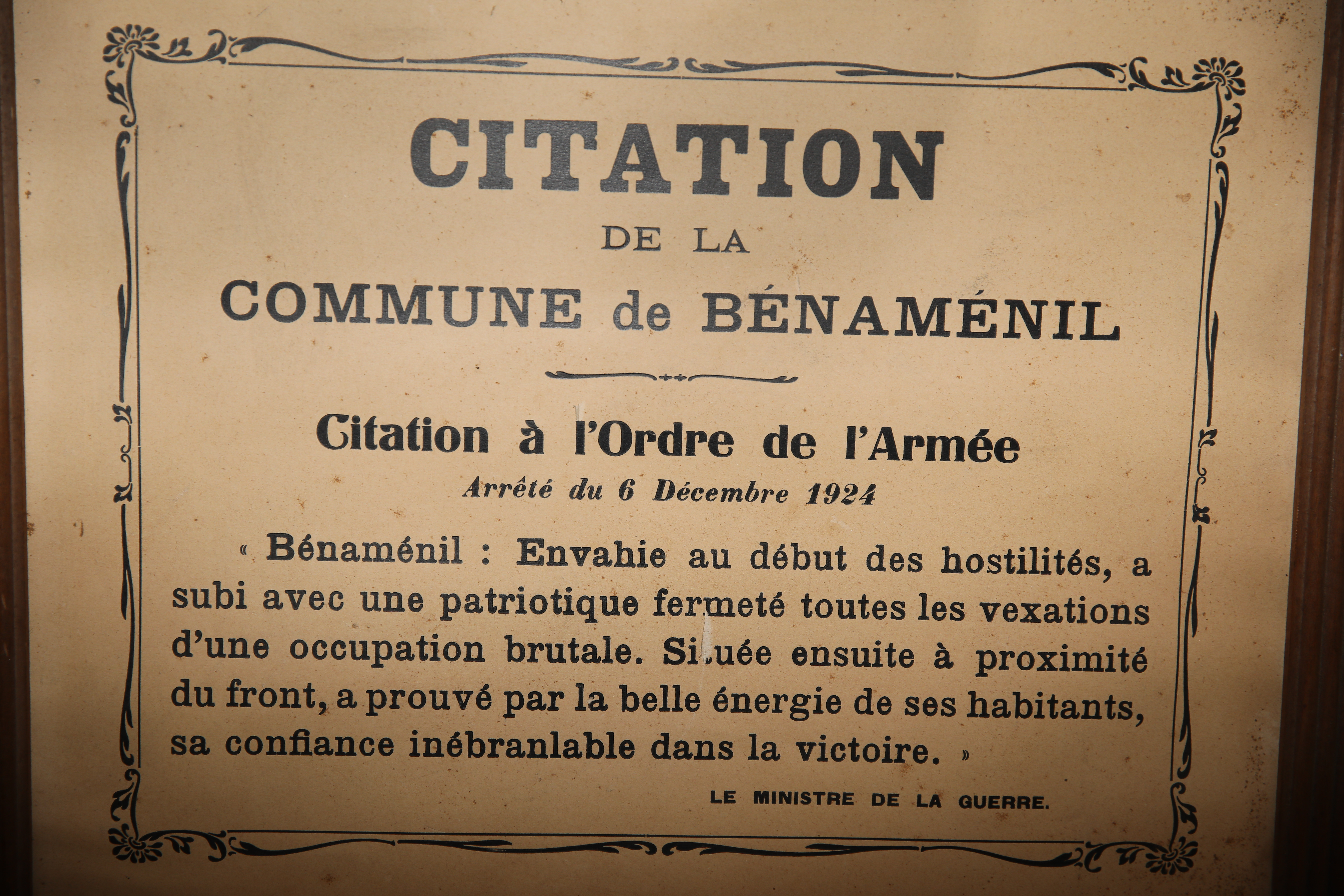
Citation à l'ordre de l'armée.

## Politique et administration

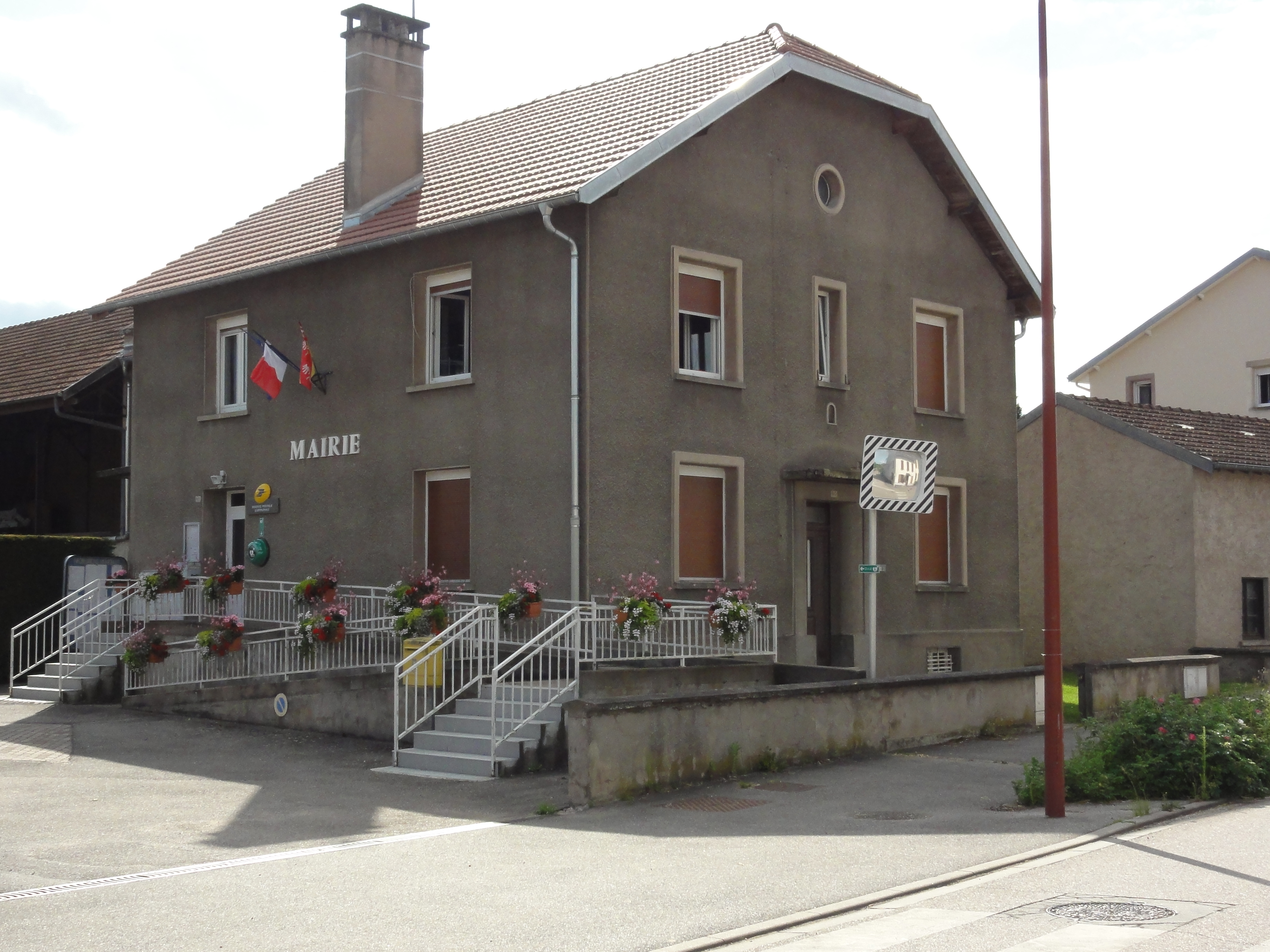
Mairie de Bénaménil.

| Période                                  | Période   | Identité          | Étiquette | Qualité                                                                                |
| ---------------------------------------- | --------- | ----------------- | --------- | -------------------------------------------------------------------------------------- |
| Les données manquantes sont à compléter. |           |                   |           |                                                                                        |
| mars 2001                                | mars 2008 | Robert Sayer      | PS        |                                                                                        |
| mars 2008                                | juin 2016 | Thierry Bail      |           |                                                                                        |
| février 2017                             | En cours  | Bruno Minutiello, | LR        | Cadre administratif et commercial d'entreprise, Président de la Communauté de communes |

## Population et société

### Démographie
L'évolution du nombre d'habitants est connue à travers les recensements de la population effectués dans la commune depuis 1793. Pour les communes de moins de 10 000 habitants, une enquête de recensement portant sur toute la population est réalisée tous les cinq ans, les populations de référence des années intermédiaires étant quant à elles estimées par interpolation ou extrapolation. Pour la commune, le premier recensement exhaustif entrant dans le cadre du nouveau dispositif a été réalisé en 2008.

En 2022, la commune comptait 590 habitants, en évolution de +1,72 % par rapport à 2016 (Meurthe-et-Moselle : −0,13 %, France hors Mayotte : +2,11 %).
| 1793 | 1800 | 1806 | 1821 | 1831 | 1836 | 1841 | 1846 | 1851 |
| ---- | ---- | ---- | ---- | ---- | ---- | ---- | ---- | ---- |
| 445  | 500  | 524  | 649  | 710  | 679  | 700  | 688  | 670  |

| 1856 | 1861 | 1872 | 1876 | 1881 | 1886 | 1891 | 1896 | 1901 |
| ---- | ---- | ---- | ---- | ---- | ---- | ---- | ---- | ---- |
| 631  | 613  | 650  | 671  | 624  | 635  | 576  | 551  | 511  |

| 1906 | 1911 | 1921 | 1926 | 1931 | 1936 | 1946 | 1954 | 1962 |
| ---- | ---- | ---- | ---- | ---- | ---- | ---- | ---- | ---- |
| 503  | 481  | 452  | 438  | 394  | 361  | 344  | 401  | 414  |

| 1968 | 1975 | 1982 | 1990 | 1999 | 2006 | 2008 | 2013 | 2018 |
| ---- | ---- | ---- | ---- | ---- | ---- | ---- | ---- | ---- |
| 382  | 397  | 438  | 527  | 498  | 529  | 538  | 564  | 586  |

| 2022 | - | - | - | - | - | - | - | - |
| ---- | - | - | - | - | - | - | - | - |
| 590  | - | - | - | - | - | - | - | - |

### Enseignement
La commune a une école maternelle et primaire, et un établissement scolaire secondaire, le collège René-Gaillard depuis le 1er mai 1965 : l'effectif en est de 250 élèves, venant de 23 communes dispersées. Ce collège à structure métallique présente des problèmes de sécurité et l'hypothèse de sa fermeture est envisagée depuis 2008 (Est Républicain des 13, 14, 16, et 21 novembre 2008). En juin 2013, le conseil général a décidé de garder la carte des collèges de l'est Lunévillois en l'état. Il assurera la maintenance minimale des collèges de Bénaménil, Blamont et Badonviller, excluant toute opération de restructuration ou maintenance lourde. En outre, le collège de Bénaménil devra fermer avant ceux de Blâmont ou de Badonviller. Depuis 2017, le collège a subi des restaurations, qui se sont achevées en 2019,.

## Économie
Au 24 août 2021, Bénaménil compte 27 établissements : 8 dans l’exploitation de biens immobiliers, 8 pour la santé humaine, 4 dans le commerce de gros, 4 dans le commerce de détail hors magasin et 3 dans les travaux de finition,.

## Culture locale et patrimoine

### Lieux et monuments
- Église Saint-Jean-Baptiste : tour XVIe siècle, nef et chevet XVIIIe siècle /XIXe siècle.

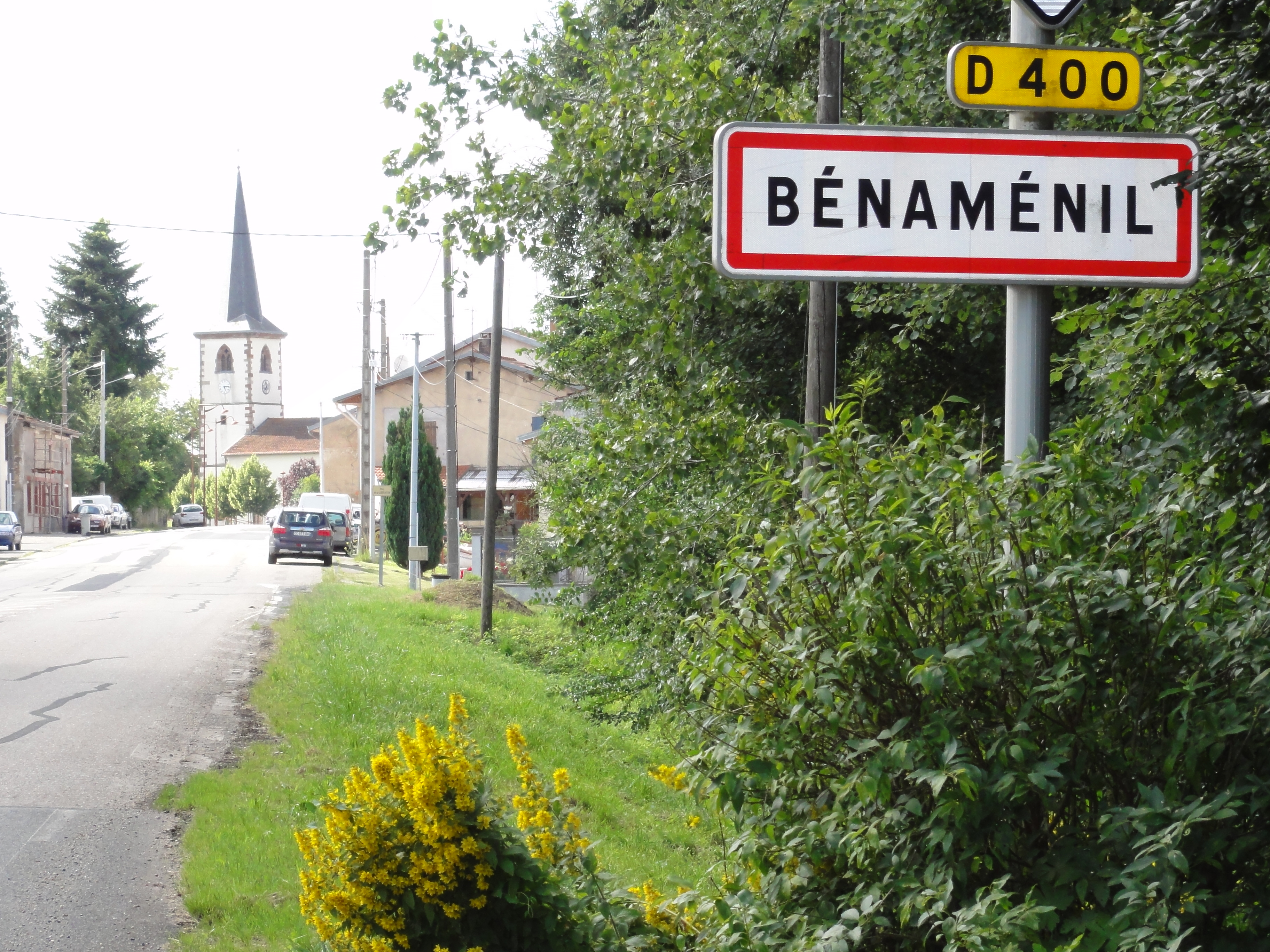
Entrée de Bénaménil.
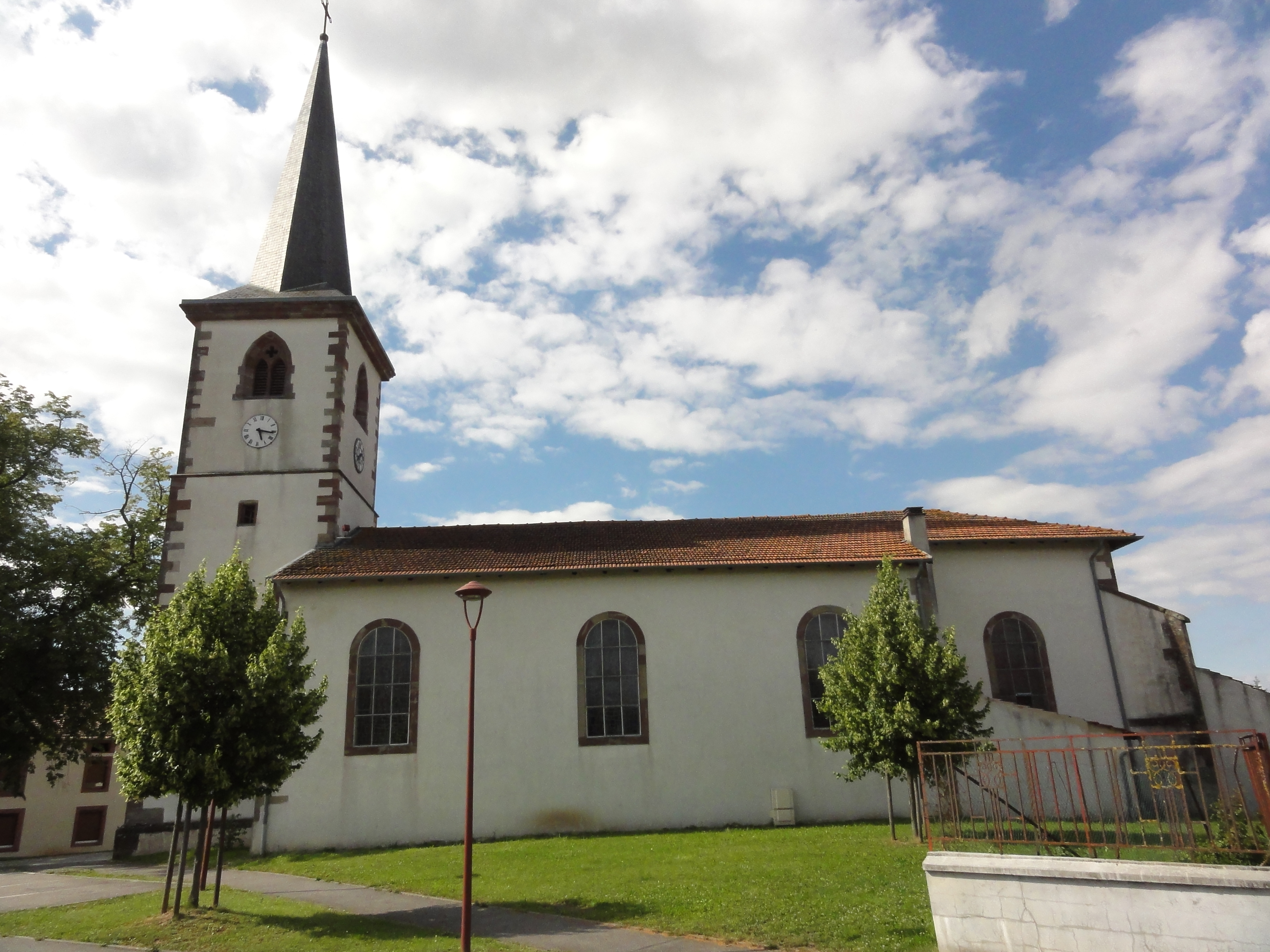
Église Saint-Jean-Baptiste.
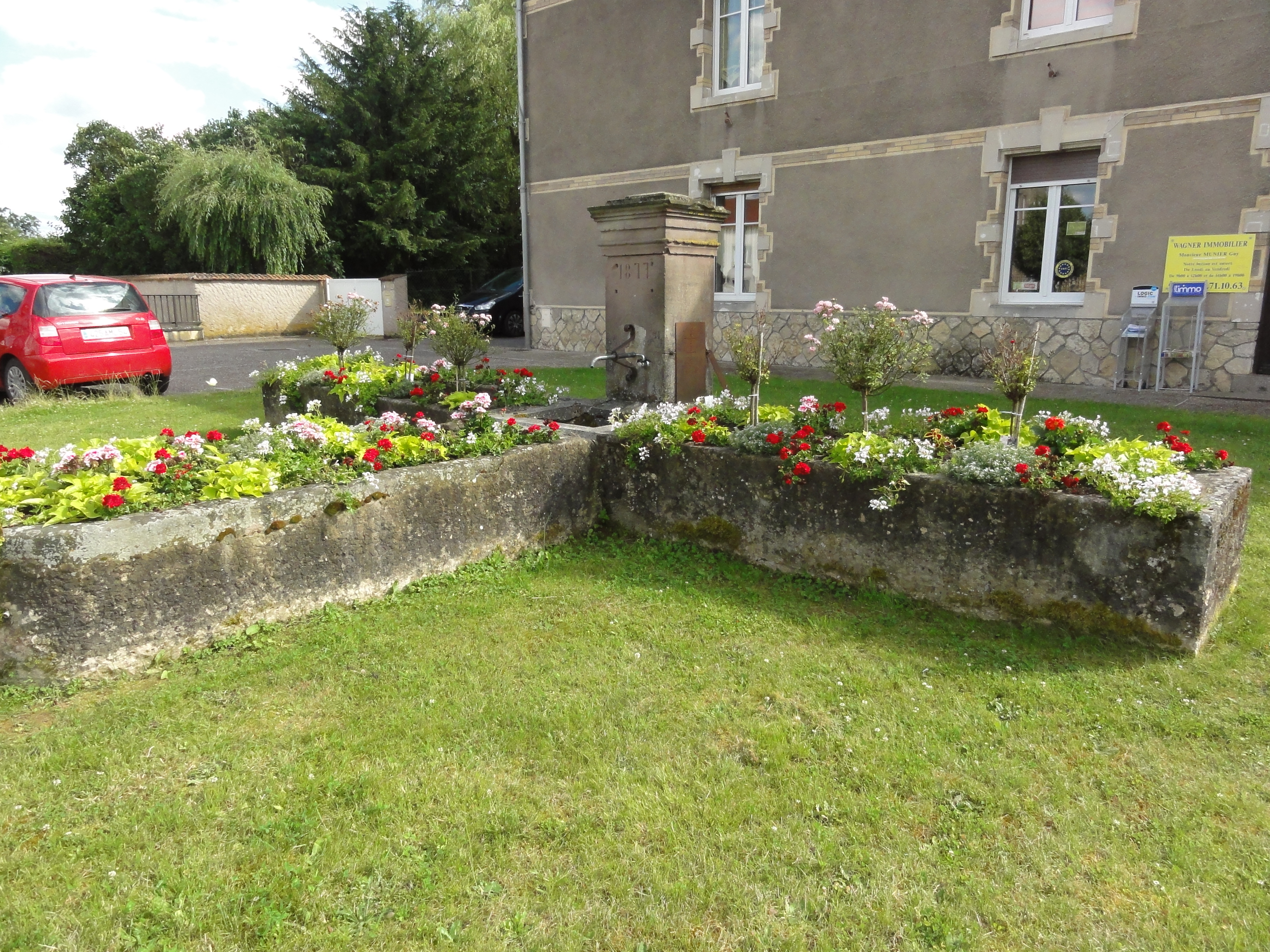
Fontaine fleurie.

.

### Personnalités liées à la commune
- Louis-François Servien (ca 1644-1710), marquis de Sablé, battu par Charles IV de Lorraine le 15 octobre 1674 à Bénaménil.
- René Gaillard, qui a donné son nom au collège.

### Héraldique
| Blason de Bénaménil | Blason  | D'or à la bande de gueules chargée de trois abeilles du champ, accompagné de deux lions aussi de gueules. |
| Blason de Bénaménil | Détails | Le statut officiel du blason reste à déterminer.                                                          |